# Cité Universitaire

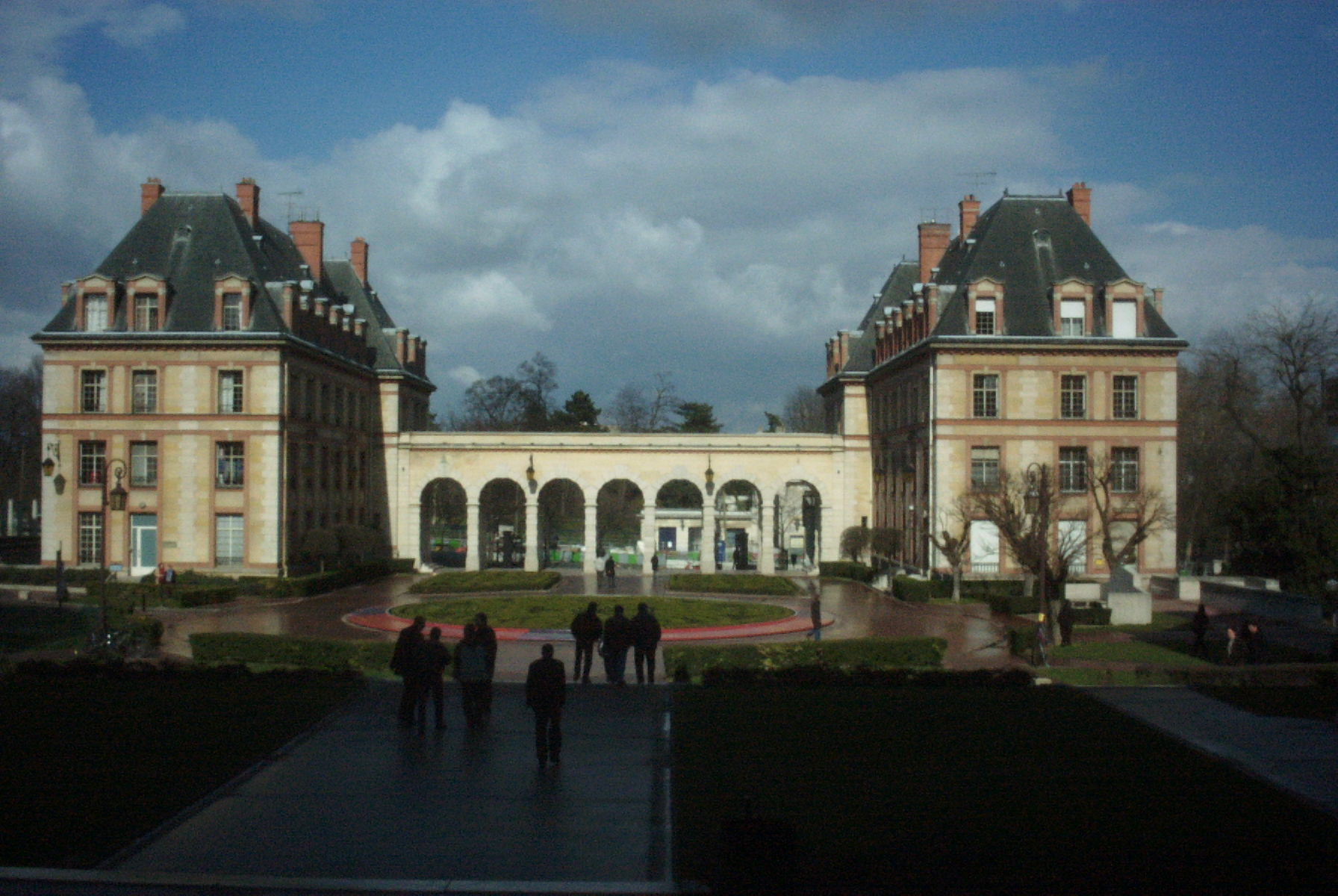
De ingang

De cité universitaire de Paris is een groot complex in het 14e arrondissement in quartier Montsouris/Dareau van Parijs (departement) in Parijs, regio Île-de-France.
De cité universitaire is een groot campuscomplex waar buitenlandse studenten die een korte tijd in Parijs verblijven onderdak kunnen krijgen.
De cité is een groot park, maar daarop verschillende verspreide gebouwen. Elk gebouw is door een ander land gebouwd. In totaal zijn er 38 verschillende gebouwen.
Deze zijn:
- Abreu de Grancher
- Het Argentijnse huis
- Het Armeense huis
- Arts et Métiers
- Zuidoostazië
- Avicenne
- Biermans-Lapôtre (België en Luxemburg)
- Bréhat
- Het Braziliaanse huis (architect Le Corbusier)
- Het Cambodiaanse huis
- Het Canadese huis
- CICS
- Het Frans-Brits college
- Het Deense huis
- Het Portugese huis (André de Gouveia)
- Deutsch de la Meurthe
- Het Spaanse huis
- Het huis van de Verenigde Staten
- Het Duitse huis (Heinrich Heine)
- Het Griekse huis
- Honnorat
- Het Indiase huis
- Industries agricoles et alimentaires
- Institut National Agronomique
- Het Italiaanse huis

- Het Japanse huis
- Het libaneze huis
- Lila
- Lucien Paye
- Maison internationale
- Het Marokkaanse huis Maroc
- Het Mexicaanse huis
- Het Monegaskse huis

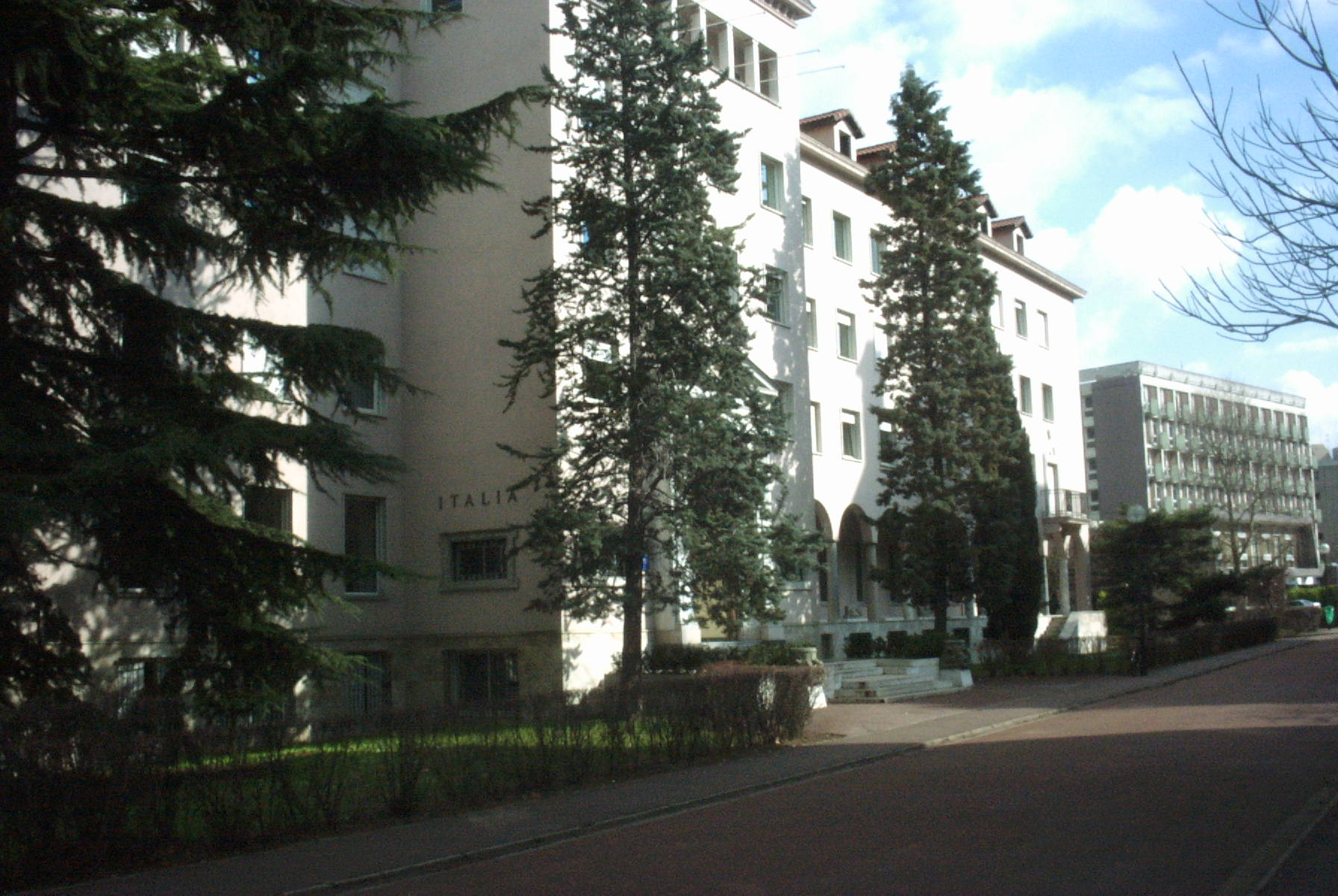
Maison Italie

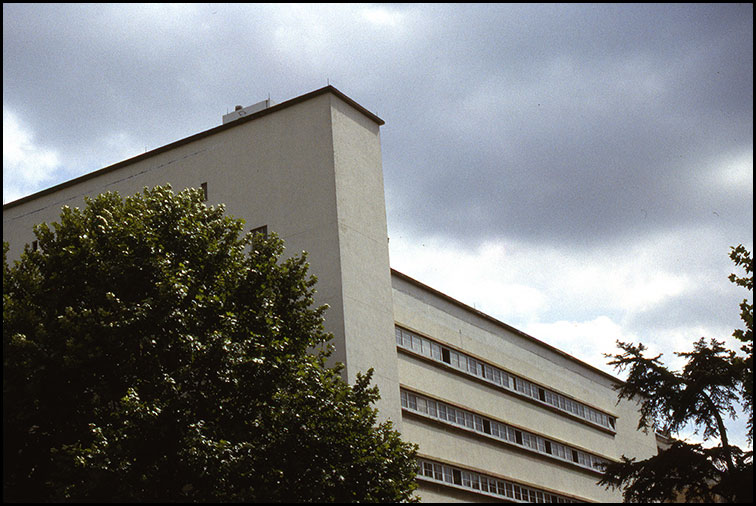
Collège néerlandais

- Collège néerlandais (architect Willem Marinus Dudok)
- Het Noors huis
- De provincies van Frankrijk
- Robert Garric
- Het Zweedse huis
- Het Zwitserse huis (architect Le Corbusier)
- Het Tunesische huis

Elk huis neemt in eerste instantie bewoners uit het land die dat huis representeert. De centrale gedachte achter deze campus is het vermengen van verschillende culturen. Hierdoor is elk huis verplicht ten minste 15% van haar kamers te verhuren aan andere nationaliteiten.

## Park

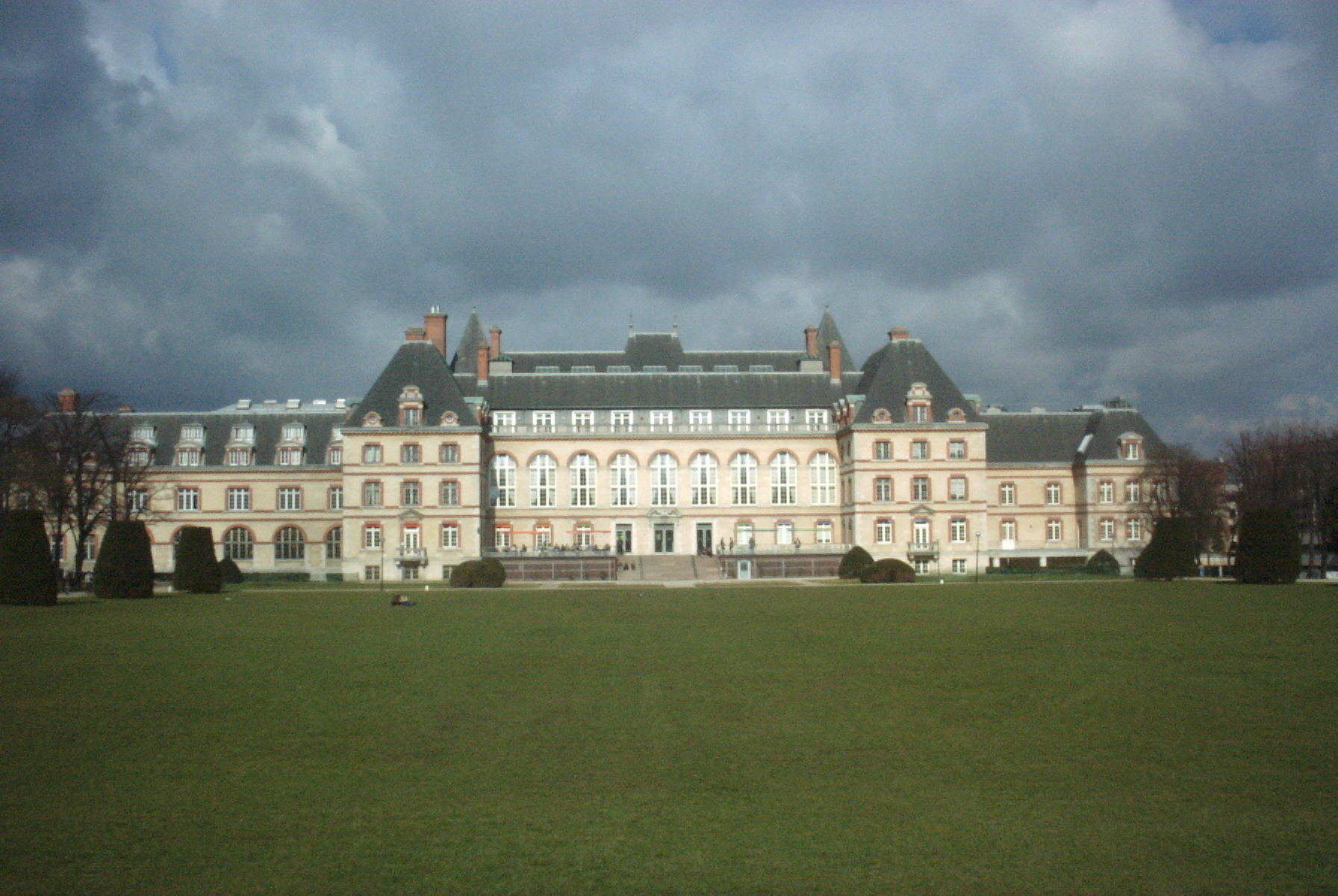
Park Cité Universitaire

De cité universitaire is gelegen binnen de périphérique van Parijs. Toch geeft de cité universitaire een weids gevoel. De verschillende panden zijn gebouwd over twee grote parken.
Elke eerste zondag van de maand, worden er rondleidingen gegeven. Hier wordt ruim aandacht besteed aan de architectuur die bij dit park hoort.